# Brockville Regional Tackaberry Airport
Brockville Regional Tackaberry Airport (engelska: Brockville Municipal Airport, Brockville-Thousand Islands Regional Airport) är en flygplats i Kanada.   Den ligger i provinsen Ontario, i den sydöstra delen av landet, 90 km söder om huvudstaden Ottawa. Brockville Regional Tackaberry Airport ligger 118 meter över havet.
Terrängen runt Brockville Regional Tackaberry Airport är platt. Närmaste större samhälle är Brockville, 7,3 km sydost om Brockville Regional Tackaberry Airport. 
Omgivningarna runt Brockville Regional Tackaberry Airport är en mosaik av jordbruksmark och naturlig växtlighet. Runt Brockville Regional Tackaberry Airport är det ganska tätbefolkat, med 56 invånare per kvadratkilometer.